# Griffinia colatinensis
Griffinia colatinensis är en amaryllisväxtart som beskrevs av Pierfelice Ravenna. Griffinia colatinensis ingår i släktet Griffinia och familjen amaryllisväxter. Inga underarter finns listade i Catalogue of Life.